# Virgilio Jiménez
Virgilio Jiménez Urbina (c. 1998-cárcel de Uribana, Barquisimeto, Venezuela, 5 de febrero de 2019) fue un joven preso político venezolano. Virgilio fue detenido durante las protestas en Venezuela de 2017 y posteriormente recluido en la cárcel de Uribana, donde sufrió tortura, era ofrecido mala alimentación y perdió alrededor de 40 kilos de peso. Después de padecer de fiebre y de evacuaciones con sangre, y de falta de atención médica, falleció en febrero de 2019. Tenía 15 meses encarcelados y nunca tuvo una audiencia judicial. La organización de derechos humanos Foro Penal había certificado a Virgilio Jiménez como un preso político.

## Detención y muerte
En septiembre de 2017 fue detenido por participar en las protestas del mismo año en Las Trinitarias, al este de Barquisimeto. Las fuerzas de seguridad le colocaron bombas lacrimógenas entre sus pertenencias y fue imputado con el cargo de "terrorismo", "instigación pública" y "posesión de artefactos incendiarios", cargos comunes en contra de manifestantes opositores. El 21 de noviembre del 2017 fue recluido en la cárcel de Uribana, en Barquisimeto. Su familia denunció que durante su reclusión fue torturado, además de ser obligado a firmar un documento como testigo en el caso de Yovanny Muñoz, quien había perdido un ojo y también había sido detenido por manifestar y acusado de "terrorismo". La organización de derechos humanos Foro Penal había certificado a Virgilio Jiménez como un preso político.
A partir de diciembre de 2018 comenzó a tener fiebre. Se encontraba recluido en el módulo 7 de Uribana, y su familia no pudo visitarlo en enero de 2019. Dos semanas antes de su muerte, Virgilio llamó por teléfono a su familia, les informó que tenía una fiebre alta y les pidió medicamentos También les pidió comida porque la que recibía en la cárcel llegaba con patas de cucaracha, a veces con gusanos, y generalmente consistía solamente en arroz o una arepa sin relleno. También padecía de evacuaciones con sangre. Su hermana le llevó medicinas a la cárcel, pero los custodios no se las entregaron hasta cuatro días después. El estado de salud de Jiménez continuó empeorando, fue trasladado dos veces al Hospital Central de Barquisimeto: el 2 de febrero fue trasladado por primera vez junto con otros seis reclusos; todos presentaban los mismos síntomas y uno de ellos, de 23 años, llegó al centro hospitalario sin vida.
Virgilio fue devuelto a la cárcel el mismo día, cuatro horas después, donde fue recluido en el área hospitalaria, pero continuaba presentando fiebre y evacuaciones con sangre. El 5 de febrero en la tarde fue trasladado nuevamente al Hospital Central, estando bastante deshidratado. El médico que lo atendió le dijo a su hermano que su estado era crítico y su pronóstico era pesimista. Su hermana comentó que se encontraba delirante, diciendo que había pensado en escapar pero que no lo había hecho por pensar en ella. En sus momentos de lucidez, Jiménez le comentó que tenía días sin comer debido al sangrado. Falleció aproximadamente a las 10:00 p.m., a los 20 años de edad, y había perdido alrededor de 40 kilos de peso.
Para esa fecha, el 5 de febrero, el Observatorio Venezolano de Prisiones había registrado ocho muertes en la cárcel de Uribana con la de Virgilio. Al momento de su muerte nunca tuvo una audiencia judicial. Carlos Vecchio, embajador de Venezuela en los Estados Unidos designado por la Asamblea Nacional, condenó su muerte y escribió: "[Murió] por falta de atención médica. La dictadura sólo sabe de muerte". Carlos Scull, embajador de Venezuela designado en Perú, citó el caso de Virgilio para sostener que habían indicios suficientes para denunciar a Nicolás Maduro por crímenes de lesa humanidad, luego de que seis países refirieran la situación del país a la Corte Penal Internacional.

## Vida personal
Virgilio vivía en El Ujano, en Barquisimeto, y era el menor de dos hermanos.